# 05式水陸両用戦車

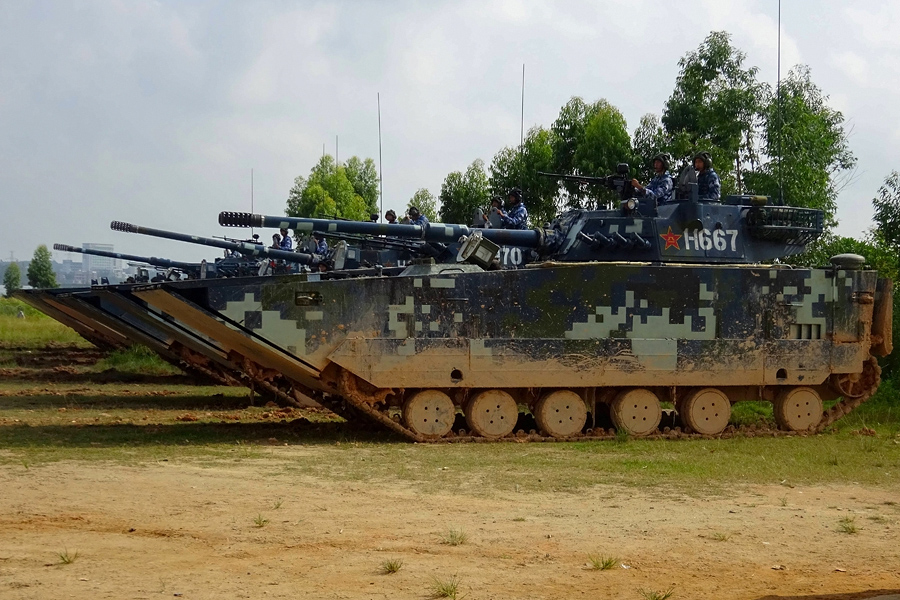
05式水陸両用戦車（ZTD-05）

05式水陸両用戦車（中国語: 05式两棲突擊車, ZTD-05）は、中華人民共和国で開発された水陸両用の装甲戦闘車両である。
05式水陸両用装甲車ファミリーの火力支援型として開発され、63A式水陸両用戦車の後継として水陸両用戦部隊に配備されている。

## 概要
05式水陸両用歩兵戦闘車（ZBD-05）と比較して大型の旋回式砲塔に低反動化された105mmライフル砲を搭載しており、砲安定化装置により行進間射撃も可能となっている。
ZTD-05はVN-16の名称で輸出され、ベネズエラ海兵隊およびタイ王国海兵隊が採用した。